# Hydrodendron stechowi
Hydrodendron stechowi is een hydroïdpoliep uit de familie Haleciidae. De poliep komt uit het geslacht Hydrodendron. Hydrodendron stechowi werd in 1995 voor het eerst wetenschappelijk beschreven door Hirohito. 